# 枋山 (大字)
枋山，是台灣屏東縣枋山鄉的一個傳統地域名稱，也是全鄉行政中心所在地，位於該鄉中部略偏北。相較於今日行政區，其範圍大致為加祿村南部、枋山村北半部不含其南部東側凸出部分的東部邊界地帶，以及獅子鄉的內獅村西南端。
本地區境內主要聚落為枋山，設有加祿國小枋山分校。

## 歷史
台灣日治初期，枋山地區為一街庄，稱為「枋山庄」（舊制街庄），隸屬於嘉禾里。該庄昔日北與南勢湖庄為鄰，東與蕃地為鄰，南邊為莿桐腳庄，西邊臨台灣海峽。
1901年（日治明治三十四年）11月11日，全台廢縣廳改設二十廳，該庄隸屬於恆春廳。1904年（明治三十七年）5月1日，該庄編入「枋山區」，隸屬於恆春廳。1909年（明治四十二年）10月25日，全台合併二十廳為十二廳，枋山區改隸屬於阿緱廳。1920年（大正九年）10月1日，全台地方制度大改正，廢十二廳改設五州二廳，該庄改制為「枋山」大字，隸屬於高雄州潮州郡枋山庄（新制街庄）。
戰後枋山庄改制為枋山鄉，隸屬於高雄縣，大字亦改制為村。1950年（民國39年）10月1日，高、屏分治，枋山鄉改隸屬於屏東縣。
相較於今日行政區，本地區的範圍大致為加祿村南部、枋山村北半部不含其南部東側凸出部分的東部邊界地帶，以及獅子鄉的內獅村西南端。

## 聚落
本地區發展較早的聚落為枋山，在日治期初期的官方地圖上已有記載。

## 交通
台鐵屏東線是高雄至枋寮間的鐵路幹線，經過本地區北端東側及東部邊界外緣，並在枋山聚落的東北側邊界外緣設有枋山車站。該站屬乙種簡易站，僅停靠區間車及部分觀光列車；由此可前往台鐵沿線各站。
省道台1線又稱「縱貫公路」，是臺北至楓港的傳統平面幹道，經過本地區的枋山聚落東側。由該道路北行可前往枋寮鄉、佳冬鄉東北部、新埤鄉/南州鄉交界地帶、潮州鎮等地；南行可前往枋山鄉中南部，並止於楓港地區的省道台26線路口。

## 學校
- 加祿國小枋山分校

## 公務機關
- 枋山鄉公所
- 屏東縣枋寮戶政事務所枋山辦公室
- 屏東縣政府警察局枋寮分局枋山分駐所